# Хрустальное (Калининградская область)
Хрустальное — посёлок в Славском муниципальном округе Калининградской области Российской Федерации.

## География
Находится в северной части Калининградской области, в зоне хвойно-широколиственных лесов, на водотоках рек Малая Прудная и Шлюзовая, канал Прудный, на расстоянии примерно 23 километров (по прямой) к юго-востоку от города Славска, административного центра района, в 144 км (по шоссе) на северо-восток от Калининграда.
На 2021 год в Хрустальном 3 улицы: Звероводов, Лесная и Новая. Посёлок расположен, высота центра селения над уровнем моря — 15 м.

### Климат
Климат характеризуется как переходный от морского к умеренно континентальному. Среднегодовая температура воздуха — 7,2 °C. Средняя температура воздуха самого холодного месяца (января) — −5 — −2 °C; самого тёплого месяца (июля) — 22,4 °C. Безморозный период длится в среднем 160—190 дней. Годовое количество атмосферных осадков — около 700 мм, из которых большая часть выпадает в тёплый период.

## История
В период с 2008 по 2015 годы посёлок Хрустальное входил в состав Ясновского сельского поселения Славского района, с 2015 по 2022 годы — в состав Славского городского округа.

## Население
| 2002 | 2010 |
| ---- | ---- |
| 162  | ↘155 |

## Инфраструктура
ФАП.

## Транспорт
Посёлок доступен автотранспортом.